# Kissing You (Des'ree)
Kissing You è una canzone scritta dalla cantante Des'ree e da Timothy Atack, e cantata da Des'ree per la colonna sonora del film del 1996 Romeo + Giulietta di William Shakespeare di Baz Luhrmann.
Una cover di Beyoncé, reintitolata Still in Love (Kissing You), è stata pubblicata nel 2007 nella versione deluxe dell'album B'Day. La cantante ha registrato la canzone all'ultimo minuto e non doveva essere inserita in quel particolare album. Tuttavia l'utilizzo della canzone da parte di Beyoncé non era stata autorizzata, pertanto ne è derivata un'azione legale.